# Liste des monuments nationaux de Bogota
Cet article liste les monuments nationaux de Bogota, en Colombie. Au 25 septembre 2013,157 monuments nationaux y étaient recensés.

## Patrimoine matériel
| Code national | Monument | Municipalité(s)                                                                          | Adresse | Coordonnées                        | Date      | Illustration                                                                                         |
| ------------- | --- | ---------------------------------------------------------------------------------------- | --- | ---------------------------------- | --------- | --- |
|               | Collection de 479 œuvres d'art données par Fernando Botero à des musées en Colombie                                                      | Visible sur 3 départements : • Medellín (ANT) • Carthagène des Indes (BOL) • Bogota (DC) | Musée national de Colombie et Musée Botero à Bogota, musée d'Antioquia à Medellín, District touristique, historique et culturel de Carthagène des Indes | à géolocaliser                     | 2012      | Image manquante Téléverser                                                                           |
|               | Archives générales de la nation | Bogota                                                                                   | Calle 7 Carrera 7 | 4° 35′ 37″ nord, 74° 04′ 37″ ouest | 2007      | Archives générales de la nation                                                                      |
|               | Basilique mineure del Voto Nacional (es) Église du Sacré-Cœur de Jésus                                                                   | Bogota                                                                                   | | 4° 36′ 11″ nord, 74° 04′ 53″ ouest | 2012      | Basilique mineure del Voto Nacional (es)Église du Sacré-Cœur de Jésus                                |
|               | Bibliothèque nationale | Bogota                                                                                   | Calle 24 5-20 5-60 5-80 | 4° 36′ 34″ nord, 74° 04′ 07″ ouest | 1975      | Bibliothèque nationale                                                                               |
|               | Maison du chapitre | Bogota                                                                                   | Place Bolívar Carrera 7 10-56 10-62 10-66 | 4° 35′ 52″ nord, 74° 04′ 32″ ouest | 2005      | Maison du chapitre                                                                                   |
|               | Camarín del Carmen (es) | Bogota                                                                                   | Calle 9 4-96 | 4° 35′ 43″ nord, 74° 04′ 28″ ouest | 1975      | Camarín del Carmen (es)                                                                              |
|               | Chapelle de La Bordadita | Bogota                                                                                   | Carrera 6 13-49 13-65 | 4° 36′ 00″ nord, 74° 04′ 24″ ouest | 1975      | Chapelle de La Bordadita                                                                             |
|               | Chapelle du Tabernacle (es) | Bogota                                                                                   | Place Bolívar Carrera 7 10-40 | 4° 35′ 52″ nord, 74° 04′ 32″ ouest | 1975      | Chapelle du Tabernacle (es)                                                                          |
|               | Capitole national | Bogota                                                                                   | Calle 10 7-50 | 4° 35′ 51″ nord, 74° 04′ 35″ ouest | 1975      | Capitole national                                                                                    |
|               | Maison Abadía Méndez | Bogota                                                                                   | Calle 8 8A-31 8A-71 8A-91 Carrera 9 7A-26 7A-20 | 4° 35′ 48″ nord, 74° 04′ 43″ ouest | 2011      | Maison Abadía Méndez                                                                                 |
|               | Curie de la cathédrale | Bogota                                                                                   | Calle 11 6-05 | 4° 35′ 52″ nord, 74° 04′ 28″ ouest | 2005      | Curie de la cathédrale                                                                               |
|               | Maison de Delia Zapata Olivella | Bogota                                                                                   | Calle 10 2-43 | 4° 35′ 41″ nord, 74° 04′ 19″ ouest | 2004      | Maison de Delia Zapata Olivella                                                                      |
|               | Casa de hacienda El Otoño | Bogota                                                                                   | À environ 200 m de la route occidentale de l'Autopista Norte                                                                                            | 4° 47′ 03″ nord, 74° 02′ 44″ ouest | 1995      | Image manquante Téléverser                                                                           |
|               | Casa de hacienda El Tintal. Ortega Samper                                                                                                | Bogota                                                                                   | Carrera 82 9-22 | 4° 39′ 11″ nord, 74° 08′ 37″ ouest | 2004      | Casa de hacienda El Tintal. Ortega Samper                                                            |
|               | Casa de hacienda La Conejera | Bogota                                                                                   | Suba | 4° 46′ 19″ nord, 74° 04′ 15″ ouest | 2004      | Image manquante Téléverser                                                                           |
|               | Casa de hacienda Montes | Bogota                                                                                   | Parc Ciudad Montes Carrera 38 19-29 Sur | 4° 36′ 08″ nord, 74° 06′ 52″ ouest | 1975      | Image manquante Téléverser                                                                           |
|               | Casa de Hacienda Santa Bárbara (es) | Bogota                                                                                   | Usaquén. Carrera 7 115-52 115-68 115-82 115-88 | 4° 46′ 12″ nord, 74° 01′ 39″ ouest | 2005      | Casa de Hacienda Santa Bárbara (es)                                                                  |
|               | Maison de la famille Sanz de Santamaría                                                                                                  | Bogota                                                                                   | Carrera 5 9-10 9-14 9-26 9-36 | 4° 35′ 44″ nord, 74° 04′ 28″ ouest | 2004      | Maison de la famille Sanz de Santamaría                                                              |
|               | Maison de l'Indépendance | Bogota                                                                                   | Calle 10 3-45 3-51 3-55 3-61 3-71 3-77 | 4° 35′ 43″ nord, 74° 04′ 22″ ouest | 2004      | Maison de l'Indépendance                                                                             |
|               | Maison de la monnaie | Bogota                                                                                   | Calle 11 4-93 4-69 | 4° 35′ 49″ nord, 74° 04′ 24″ ouest | 1975      | Maison de la monnaie                                                                                 |
|               | Maison de poésie Silva (es) | Bogota                                                                                   | Calle 14 3-41 | 4° 35′ 55″ nord, 74° 04′ 15″ ouest | 1995      | Maison de poésie Silva (es)                                                                          |
|               | Musée archéologique Casa del Marqués de San Jorge (es)                                                                                   | Bogota                                                                                   | Calle 8 6-41 | 4° 35′ 42″ nord, 74° 04′ 34″ ouest | 2019      | Musée archéologique Casa del Marqués de San Jorge (es)                                               |
|               | Musée Francisco José de Caldas (es) | Bogota                                                                                   | Carrera 8 6-87 | 4° 35′ 40″ nord, 74° 04′ 44″ ouest | 1983      | Musée Francisco José de Caldas (es)                                                                  |
|               | Maison Guillermo Bermúdez | Bogota                                                                                   | Carrera 13 85-24 | 4° 40′ 11″ nord, 74° 03′ 13″ ouest | 2001      | Image manquante Téléverser                                                                           |
|               | Musée du 20 juillet | Bogota                                                                                   | Calle 11 6-94 | 4° 35′ 53″ nord, 74° 04′ 30″ ouest | 1975      | Musée du 20 juillet                                                                                  |
|               | Maison-musée Jorge Eliécer Gaitán (es)                                                                                                   | Bogota                                                                                   | Barrio Santa Teresita Calle 42 15-52 | 4° 37′ 50″ nord, 74° 04′ 11″ ouest | 1948      | Maison-musée Jorge Eliécer Gaitán (es)                                                               |
|               | Institut Caro et Cuervo | Bogota                                                                                   | Calle 10 4-63 4-69 4-79 | 4° 35′ 45″ nord, 74° 04′ 26″ ouest | 1974      | Institut Caro et Cuervo                                                                              |
|               | Maison natale de Rafael Pombo | Bogota                                                                                   | Carrera 5 10-03 10-09 10-21 Calle 10 5-22 | 4° 35′ 47″ nord, 74° 04′ 27″ ouest | 1984      | Maison natale de Rafael Pombo                                                                        |
|               | Maison où habita le vice-roi Sámano (es)                                                                                                 | Bogota                                                                                   | Carrera 4 10-02 10-17 | 4° 35′ 46″ nord, 74° 04′ 22″ ouest | 2004      | Maison où habita le vice-roi Sámano (es)                                                             |
|               | Villa Adelaida | Bogota                                                                                   | Carrera 7 70-40 | 4° 39′ 11″ nord, 74° 03′ 21″ ouest | 2004      | Villa Adelaida                                                                                       |
|               | Fondation pour le développement Luis Carlos Galán                                                                                        | Bogota                                                                                   | Calle 10 4-13 4-17 4-21 4-25 4-29 | 4° 35′ 45″ nord, 74° 04′ 24″ ouest | 1975      | Fondation pour le développement Luis Carlos Galán                                                    |
|               | Siège de l'institut de culture hispanique Siège de l'Institut colombien d'anthropologie et d'histoire                                    | Bogota                                                                                   | Calle 12 2-41 | 4° 35′ 48″ nord, 74° 04′ 15″ ouest | 2004      | Siège de l'institut de culture hispaniqueSiège de l'Institut colombien d'anthropologie et d'histoire |
|               | Cathédrale Primada de Colombie | Bogota                                                                                   | Place Bolívar Carrera 7 10-70 | 4° 35′ 53″ nord, 74° 04′ 31″ ouest | 2005      | Cathédrale Primada de Colombie                                                                       |
|               | Cimetière central de Bogota | Bogota                                                                                   | Carrera 20 24-86 | 4° 36′ 59″ nord, 74° 04′ 31″ ouest | 1984      | Cimetière central de Bogota                                                                          |
|               | Cimetière hébreu du sud | Bogota                                                                                   | Carrera 31 N°38A-70 Sur | 4° 35′ 13″ nord, 74° 07′ 23″ ouest | 1998      | Image manquante Téléverser                                                                           |
|               | Centre international Tequendama (es) | Bogota                                                                                   | Carrera 10 à 13 Entre calles 26 et 28 | 4° 36′ 53″ nord, 74° 04′ 13″ ouest | 2002      | Centre international Tequendama (es)                                                                 |
|               | Centre urbain Antonio Nariño C.U.A.N. | Bogota                                                                                   | Carrera 40 Calle 22F Carrera 36 Avenida Las Américas Avenida La Esperanza (diagonal 22B) Zona 13 Teusaquillo                                            | à géolocaliser                     | 2001      | Centre urbain Antonio NariñoC.U.A.N.                                                                 |
|               | Cloître de San Agustín (es), Musée des arts et traditions populaires                                                                     | Bogota                                                                                   | Carrera 8 7-21 | 4° 35′ 43″ nord, 74° 04′ 42″ ouest | 1970 1975 | Cloître de San Agustín (es), Musée des arts et traditions populaires                                 |
|               | Cloître de l'université privée du Rosaire                                                                                                | Bogota                                                                                   | Calle 14 6-25 | 4° 36′ 02″ nord, 74° 04′ 23″ ouest | 1975      | Cloître de l'université privée du Rosaire                                                            |
|               | Collection de 286 œuvres d'époques et d'auteurs différents faisant partie de la collection de biens matériels de la propriété de Bancafé | Bogota                                                                                   | | à géolocaliser                     | 2004      | Image manquante Téléverser                                                                           |
|               | Collection de fonds documentaires de la colonie et de la République, que possède les Archives nationales                                 | Bogota                                                                                   | | à géolocaliser                     | 1975      | Image manquante Téléverser                                                                           |
|               | Collection d'orfèvrerie du Musée de l'Or de la Banque de la République                                                                   | Bogota                                                                                   | | à géolocaliser                     | 1994 1995 | Collection d'orfèvrerie du Musée de l'Or de la Banque de la République                               |
|               | Collection Pizano | Bogota                                                                                   | Musée de l'art de l'université nationale de Colombie | à géolocaliser                     | 2003      | Image manquante Téléverser                                                                           |
|               | District universitaire La Merced | Bogota                                                                                   | Carrera 13 14-69 | 4° 36′ 15″ nord, 74° 04′ 42″ ouest | 1984      | District universitaire La Merced                                                                     |
|               | Collège suisse | Bogota                                                                                   | Calle 128 58-91 Calle 128 71A 91 | 4° 42′ 51″ nord, 74° 04′ 35″ ouest | 1992      | Image manquante Téléverser                                                                           |
|               | Colegio mayor de San Bartolomé (es) | Bogota                                                                                   | Carrera 7 9-96 | 4° 35′ 50″ nord, 74° 04′ 33″ ouest | 1975      | Colegio mayor de San Bartolomé (es)                                                                  |
|               | Conjunto Bavaria | Bogota                                                                                   | Carrera 10 28-49 Carrera 13 27-98 Carrera 10 27-91 | à géolocaliser                     | 2002      | Conjunto Bavaria                                                                                     |
|               | Ensemble des bâtiments de l'école militaire des cadets Général José María Córdova                                                        | Bogota                                                                                   | Avenida Suba Transversal 38 Calle 80 Avenida 80 38-00                                                                                                   | 4° 40′ 44″ nord, 74° 04′ 13″ ouest | 1998      | Ensemble des bâtiments de l'école militaire des cadets Général José María Córdova                    |
|               | Complexe résidentiel Torres del Parque (es)                                                                                              | Bogota                                                                                   | Carrera 5 Avenida 26 Avenida 27 | 4° 36′ 48″ nord, 74° 04′ 02″ ouest | 1995      | Complexe résidentiel Torres del Parque (es)                                                          |
|               | 4 œuvres d'époques et d'auteurs différents faisant partie de la collection de la Banque Centrale Hypothécaire                            | Bogota                                                                                   | | à géolocaliser                     | 2005      | Image manquante Téléverser                                                                           |
|               | 4 œuvres faisant partie de la collection de biens matériels de Jesús Antonio Villa Posse                                                 | Bogota                                                                                   | | à géolocaliser                     | 2004      | Image manquante Téléverser                                                                           |
|               | Casa Medina Hôtel Casa Medina | Bogota                                                                                   | Carrera 7 69A-64 69A-74 69A-80 69A-84 69A-94 Calle 69A 6-66 6-68 6-72 6-74 6-80                                                                         | à géolocaliser                     | 1984      | Casa MedinaHôtel Casa Medina                                                                         |
|               | Édifice gouvernemental du Cundinamarca (es) Palais de San Francisco                                                                      | Bogota                                                                                   | Avenida Jiménez Calle 15 7-32 7-50 7-56 7-60 | 4° 36′ 06″ nord, 74° 04′ 25″ ouest | 1984      | Édifice gouvernemental du Cundinamarca (es)Palais de San Francisco                                   |
|               | Immeuble de la Plaza Galería del Mercado del barrio Las Cruces                                                                           | Bogota                                                                                   | Calles 1F et 2 bis Carreras 4 et 5 | à géolocaliser                     | 1989      | Immeuble de la Plaza Galería del Mercado del barrio Las Cruces                                       |
|               | Immeuble de la police | Bogota                                                                                   | Calle 9 9-19 9-27 | 4° 35′ 52″ nord, 74° 04′ 42″ ouest | 1984      | Immeuble de la police                                                                                |
|               | Gun Club | Bogota                                                                                   | Calle 16 7-76 7-80 7-72 | 4° 36′ 11″ nord, 74° 04′ 24″ ouest | 1984      | Gun Club                                                                                             |
|               | Hôtel Tequendama (es) | Bogota                                                                                   | Carrera 10 26-21 Calle 26 10-70 Carrera 13 26-20 | à géolocaliser                     | 2001      | Hôtel Tequendama (es)                                                                                |
|               | Immeuble Ecopetrol | Bogota                                                                                   | Carrera 13 36-24 | à géolocaliser                     | 1995      | Immeuble Ecopetrol                                                                                   |
|               | Immeuble Jockey Club | Bogota                                                                                   | Carrera 6 15-18 | 4° 36′ 05″ nord, 74° 04′ 21″ ouest | 1984      | Immeuble Jockey Club                                                                                 |
|               | Palais Liévano | Bogota                                                                                   | Carrera 8 10-65 Calle 10 8-22 | 4° 35′ 52″ nord, 74° 04′ 36″ ouest | 1984      | Palais Liévano                                                                                       |
|               | Immeuble Pedro A. López (es) | Bogota                                                                                   | Avenida Jiménez 7-91 7-65 | 4° 36′ 07″ nord, 74° 04′ 27″ ouest | 1984      | Immeuble Pedro A. López (es)                                                                         |
|               | Immeuble Samper Brush | Bogota                                                                                   | Avenida Jiménez Calle 13 10-58 | à géolocaliser                     | 1984      | Immeuble Samper Brush                                                                                |
|               | Immeuble de l'Automobile Club de Colombie (es)                                                                                           | Bogota                                                                                   | Avenida Caracas Calle 47 | 4° 41′ 08″ nord, 74° 03′ 18″ ouest | 2007      | Immeuble de l'Automobile Club de Colombie (es)                                                       |
|               | Institut technique central | Bogota                                                                                   | Calle 13 16-74 | à géolocaliser                     | 1984      | Institut technique central                                                                           |
|               | Bâtiment où siège la vice-présidence de la République                                                                                    | Bogota                                                                                   | Carrera 9 Calle 7 | 4° 35′ 44″ nord, 74° 04′ 46″ ouest | 2007      | Image manquante Téléverser                                                                           |
|               | Immeuble de la société colombienne des architectes                                                                                       | Bogota                                                                                   | Carrera 6 Calle 26 | à géolocaliser                     | 2007      | Immeuble de la société colombienne des architectes                                                   |
|               | Immeuble Vengoechea (es) | Bogota                                                                                   | Carrera 5 11-82 11-86 | 4° 35′ 52″ nord, 74° 04′ 24″ ouest | 1995      | Immeuble Vengoechea (es)                                                                             |
|               | École nationale de médecine | Bogota                                                                                   | Calle 9 à 10 Carrera 14 à 15 | 4° 36′ 03″ nord, 74° 04′ 57″ ouest | 1984      | École nationale de médecine                                                                          |
|               | Gare ferroviaire de Bosa | Bogota                                                                                   | Carrera 77G 65-22 Sur | à géolocaliser                     | 1996      | Image manquante Téléverser                                                                           |
|               | Gare ferroviaire de Chapinero | Bogota                                                                                   | Détruite | à géolocaliser                     | 1996      | Image manquante Téléverser                                                                           |
|               | Gare ferroviaire de la Sabana (es) | Bogota                                                                                   | Calle 13 18-24 | 4° 36′ 26″ nord, 74° 05′ 00″ ouest | 1996      | Gare ferroviaire de la Sabana (es)                                                                   |
|               | Gare ferroviaire del Norte | Bogota                                                                                   | Carrera 15 Entre calles 16 et 17 | à géolocaliser                     | 1996      | Image manquante Téléverser                                                                           |
|               | Gare ferroviaire d'Engativá | Bogota                                                                                   | Carrera 129 17F-97 | à géolocaliser                     | 1996      | Image manquante Téléverser                                                                           |
|               | Gare ferroviaire de Fontibón | Bogota                                                                                   | Carrera 99 21-82 Gare de la Sabana Ligne Funza - Puerto Salgar km 10                                                                                    | à géolocaliser                     |           | Image manquante Téléverser                                                                           |
|               | Gare ferroviaire Kilómetro 5 | Bogota                                                                                   | Carrera 65B 23-80 | à géolocaliser                     | 1996      | Image manquante Téléverser                                                                           |
|               | Gare ferroviaire Norte y Nordeste | Bogota                                                                                   | Avenida Colón Calle 13 | à géolocaliser                     | 1996      | Image manquante Téléverser                                                                           |
|               | Gare ferroviaire de San Antonio | Bogota                                                                                   | Carrera 33 entre calles 182 et 183 | à géolocaliser                     | 1996      | Gare ferroviaire de San Antonio                                                                      |
|               | Gare ferroviaire d'Usaquén | Bogota                                                                                   | Calle 110 Carrera 10 | à géolocaliser                     | 1996      | Gare ferroviaire d'Usaquén                                                                           |
|               | Gare ferroviaire d'Usme | Bogota                                                                                   | Zona Rural de Usme à environ 1 km du Centro Fundacional                                                                                                 | à géolocaliser                     | 1994 1996 | Image manquante Téléverser                                                                           |
|               | Fondation Gilberto Alzate Avendaño (es)                                                                                                  | Bogota                                                                                   | Calle 10 3-02 3-08 3-16 | 4° 35′ 43″ nord, 74° 04′ 21″ ouest | 2004      | Fondation Gilberto Alzate Avendaño (es)                                                              |
|               | Gimnasio Moderno (es) | Bogota                                                                                   | Carrera 9 74-99 Calle 74 9-90 10-04 Carrera 11 74-64 | à géolocaliser                     | 1985      | Gimnasio Moderno (es)                                                                                |
|               | Hacienda Huertas del Cedro | Bogota                                                                                   | Carrera 7 150-01 | à géolocaliser                     | 1993      | Image manquante Téléverser                                                                           |
|               | Hôpital San Carlos | Bogota                                                                                   | Carrera 13 28-44 Sur | 4° 34′ 16″ nord, 74° 06′ 27″ ouest | 1996      | Hôpital San Carlos                                                                                   |
|               | Hôpital San José | Bogota                                                                                   | Calle 10 18-75 | à géolocaliser                     | 1984      | Hôpital San José                                                                                     |
|               | Hôpital San Juan de Dios | Bogota                                                                                   | Materno Carrera 10 1-66 Sur | 4° 35′ 19″ nord, 74° 05′ 07″ ouest | 2002      | Hôpital San Juan de Dios                                                                             |
|               | Église de San-Diego (es) | Bogota                                                                                   | Calle 26 7-30 | 4° 36′ 48″ nord, 74° 04′ 08″ ouest | 1975      | Église de San-Diego (es)                                                                             |
|               | Église Nuestra Señora de Egipto (es) | Bogota                                                                                   | Carrera 4E 10-02 | 4° 35′ 36″ nord, 74° 04′ 09″ ouest | 1975      | Église Nuestra Señora de Egipto (es)                                                                 |
|               | Église La Capuchina (es) | Bogota                                                                                   | Carrera 13 14-23 Calle 14 13-68 68 | à géolocaliser                     | 1975      | Église La Capuchina (es)                                                                             |
|               | Église de la Concepción (es) | Bogota                                                                                   | Carrera 9 10-09 Calle 10 9-50 | 4° 35′ 55″ nord, 74° 04′ 40″ ouest | 1971 1975 | Église de la Concepción (es)                                                                         |
|               | Église Nuestra Señora de La Peña | Bogota                                                                                   | Carrera 25E 4-06 Calle 6 (carretera de Circunvalación)                                                                                                  | à géolocaliser                     | 1975      | Image manquante Téléverser                                                                           |
|               | Église de la Orden Tercera | Bogota                                                                                   | Carrera 7 16-07 | à géolocaliser                     | 1975      | Église de la Orden Tercera                                                                           |
|               | Église de la Veracruz | Bogota                                                                                   | Calle 16 7-19 | à géolocaliser                     | 1975      | Église de la Veracruz                                                                                |
|               | Église San Agustín | Bogota                                                                                   | Carrera 7 7-13 | 4° 35′ 39″ nord, 74° 04′ 40″ ouest | 1975      | Église San Agustín                                                                                   |
|               | Église San Antonio de Padua | Bogota                                                                                   | Asile de San Antonion Avenida Caracas Carrera 14 8-03 Sur                                                                                               | à géolocaliser                     | 1984      | Église San Antonio de Padua                                                                          |
|               | Église San Francisco | Bogota                                                                                   | Avenida Jiménez de Quesada Carrera 7 15-25 | 4° 36′ 06″ nord, 74° 04′ 23″ ouest | 1975      | Église San Francisco                                                                                 |
|               | Église San Ignacio | Bogota                                                                                   | Calle 10 6-27 | 4° 35′ 49″ nord, 74° 04′ 31″ ouest | 1975      | Église San Ignacio                                                                                   |
|               | Église San Juan de Dios | Bogota                                                                                   | Calle 12 9-93 Carrera 10 11-12 | 4° 36′ 02″ nord, 74° 04′ 39″ ouest | 1975      | Église San Juan de Dios                                                                              |
|               | Église Santa Bárbara | Bogota                                                                                   | Carrera 7 4-96 Calle 5 6-49 | à géolocaliser                     | 1975      | Église Santa Bárbara                                                                                 |
|               | Église Santa Clara | Bogota                                                                                   | Carrera 8 8-77 | 4° 35′ 48″ nord, 74° 04′ 38″ ouest | 1975      | Église Santa Clara                                                                                   |
|               | Église et couvent de la Candelaria (es)                                                                                                  | Bogota                                                                                   | Calle 11 3-92 3-86 3-18 3-04 Carrera 4 11-15 11-43 | 4° 35′ 47″ nord, 74° 04′ 21″ ouest | 1975      | Église et couvent de la Candelaria (es)                                                              |
|               | Église Nuestra Señora de Las Aguas (es)                                                                                                  | Bogota                                                                                   | Carrera 3 18-66 | 4° 36′ 07″ nord, 74° 04′ 02″ ouest | 1975      | Église Nuestra Señora de Las Aguas (es)                                                              |
|               | Jardin d'enfants San Jerónimo de Yuste                                                                                                   | Bogota                                                                                   | Diagonal 11 sur Carrera 15 este | à géolocaliser                     | 2007      | Image manquante Téléverser                                                                           |
|               | Jardin d'enfants Santa Marta | Bogota                                                                                   | Calle 55A 104D-14 | à géolocaliser                     | 2007      | Image manquante Téléverser                                                                           |
|               | Laboratoire officiel d'hygiène | Bogota                                                                                   | Carrera 12 5-53 Calle 6 12-51 | à géolocaliser                     | 1993      | Image manquante Téléverser                                                                           |
|               | Lycée national Agustín Nieto Caballero (es)                                                                                              | Bogota                                                                                   | Carrera 19 11-17 | à géolocaliser                     | 1988      | Lycée national Agustín Nieto Caballero (es)                                                          |
|               | Monument à Christophe Colomb et Isabelle Ire de Castille (es)                                                                            | Bogota                                                                                   | Autopista El Dorado Carrera 100 | à géolocaliser                     | 2006      | Monument à Christophe Colomb et Isabelle Ire de Castille (es)                                        |
|               | Monument à la bataille d'Ayacucho | Bogota                                                                                   | Calle 7 Carrera 7 | 4° 35′ 40″ nord, 74° 04′ 39″ ouest | 1975      | Monument à la bataille d'Ayacucho                                                                    |
|               | Monuments aux héros (es) | Bogota                                                                                   | Paseo de Los Libertadores Autopista Norte Calle 81 | à géolocaliser                     | 2006      | Monuments aux héros (es)                                                                             |
|               | Peinture murale Teogonía de los dioses chibchas de Luis Alberto Acuña Tapias à l'Hôtel Tequendama                                        | Bogota                                                                                   | Carrera 10 26-21 Calle 26 10-70 Carrera 13 26-20 | à géolocaliser                     | 2001      | Peinture murale Teogonía de los dioses chibchas de Luis Alberto Acuña Tapias à l'Hôtel Tequendama    |
|               | Musée d'art colonial | Bogota                                                                                   | Carrera 6 9-77 Carrera 6 9-96 | 4° 35′ 48″ nord, 74° 04′ 30″ ouest | 1975      | Musée d'art colonial                                                                                 |
|               | Musée de Santa Clara | Bogota                                                                                   | Calle 9 8-31 | 4° 35′ 50″ nord, 74° 04′ 39″ ouest | 1975      | Musée de Santa Clara                                                                                 |
|               | Musée national de Colombie | Bogota                                                                                   | Carrera 7 28-66 | 4° 36′ 56″ nord, 74° 04′ 08″ ouest | 1975 2000 | Musée national de Colombie                                                                           |
|               | Obélisque aux martyrs (es) | Bogota                                                                                   | Plaza de Los Mártires Avenida Caracas Calle 10 Parc de los Mártires                                                                                     | à géolocaliser                     | 1975      | Obélisque aux martyrs (es)                                                                           |
|               | Observatoire astronomique national de Colombie                                                                                           | Bogota                                                                                   | Carrera 8 8-00 | 4° 35′ 46″ nord, 74° 04′ 39″ ouest | 1975      | Observatoire astronomique national de Colombie                                                       |
|               | Palais San Carlos | Bogota                                                                                   | Calle 10 5-21 5-51 5-89 | 4° 35′ 48″ nord, 74° 04′ 29″ ouest | 1975      | Palais San Carlos                                                                                    |
|               | Palais Echeverry | Bogota                                                                                   | Carrera 8 8-03 8-09 8-17 8-23 8-25 8-27 8-31 8-37 8-43 8-49 Calle 8 8-26 8-32                                                                           | 4° 35′ 46″ nord, 74° 04′ 40″ ouest | 1984      | Palais Echeverry                                                                                     |
|               | Parc national Enrique Olaya Herrera (es)                                                                                                 | Bogota                                                                                   | | 4° 37′ 27″ nord, 74° 03′ 53″ ouest | 1996      | Parc national Enrique Olaya Herrera (es)                                                             |
|               | Parc et bibliothèque Virgilio Barco | Bogota                                                                                   | Avenida 50 Calle 63 | 4° 39′ 24″ nord, 74° 05′ 18″ ouest | 2007      | Parc et bibliothèque Virgilio Barco                                                                  |
|               | Passage et immeuble Hernández | Bogota                                                                                   | Calle de San Andrés 13 Calle de la Universidad Carrera 8                                                                                                | 4° 36′ 03″ nord, 74° 04′ 33″ ouest | 1993      | Passage et immeuble Hernández                                                                        |
|               | Place Bolívar | Bogota                                                                                   | Carreras 7 et 8 Calles 10 et 11 | 4° 35′ 53″ nord, 74° 04′ 34″ ouest | 1995      | Place Bolívar                                                                                        |
|               | Arènes de Santamaría | Bogota                                                                                   | Calle 27 6-29, Carrera 6 26-50 26-70 | 4° 36′ 47″ nord, 74° 04′ 05″ ouest | 1984      | Arènes de Santamaría                                                                                 |
|               | Plazuela Rufino José Cuervo (es) Plazuela de San Carlos                                                                                  | Bogota                                                                                   | Calle 10 entre carreras 6 et 7 face à l'église San Ignacio                                                                                              | 4° 35′ 50″ nord, 74° 04′ 31″ ouest | 1975      | Plazuela Rufino José Cuervo (es)Plazuela de San Carlos                                               |
|               | Pont Aranda | Bogota                                                                                   | | à géolocaliser                     | 1975      | Image manquante Téléverser                                                                           |
|               | Pont de San Antonio Pont Grande | Bogota                                                                                   | Río Funza Camino a Fontibón Calle 22 Carrera 91 | à géolocaliser                     | 1975      | Pont de San AntonioPont Grande                                                                       |
|               | 15 œuvres d'art de différentes époques et auteurs faisant partie de la collection de biens matériels de la Banco Granahorrar             | Bogota                                                                                   | | à géolocaliser                     | 2005      | Image manquante Téléverser                                                                           |
|               | Quinta de Bolívar | Bogota                                                                                   | Avenida Jiménez Carrera 2E Calle 20 2-91E | 4° 36′ 09″ nord, 74° 03′ 47″ ouest | 1975      | Quinta de Bolívar                                                                                    |
|               | Salle de concert Luis Ángel Arango | Bogota                                                                                   | Calle 11 4-14 | 4° 35′ 48″ nord, 74° 04′ 22″ ouest | 2010      | Salle de concert Luis Ángel Arango                                                                   |
|               | Sanctuaire Notre-Dame-des-Carmes | Bogota                                                                                   | Carrera 5 8-36 | 4° 35′ 40″ nord, 74° 04′ 30″ ouest | 1975 1993 | Sanctuaire Notre-Dame-des-Carmes                                                                     |
|               | Vieux quartier de Bogota La Candelaria                                                                                                   | Bogota                                                                                   | Limites : Eje Ambiental (Avenida Jiménez) Calle 4 Carrera 10 Avenida Circunvalar                                                                        | 4° 35′ 49″ nord, 74° 04′ 17″ ouest | 1963      | Vieux quartier de BogotaLa Candelaria                                                                |
|               | Seminario Mayor de Bogota (es) | Bogota                                                                                   | Carrera 7A 94-80 | 4° 40′ 27″ nord, 74° 02′ 34″ ouest | 2005      | Seminario Mayor de Bogota (es)                                                                       |
|               | 61 œuvres artistiques, de différents auteurs et techniques                                                                               | Bogota                                                                                   | | à géolocaliser                     | 2000      | Image manquante Téléverser                                                                           |
|               | 7 œuvres d'art appartenant à la Banque Centrale Hypothécaire                                                                             | Bogota                                                                                   | | à géolocaliser                     | 2000      | Image manquante Téléverser                                                                           |
|               | Théâtre Christophe Colomb | Bogota                                                                                   | Calle 10 5-32 | 4° 35′ 47″ nord, 74° 04′ 28″ ouest | 1975      | Théâtre Christophe Colomb                                                                            |
|               | Théâtre Faenza | Bogota                                                                                   | Calle 22 5-50 | 4° 36′ 27″ nord, 74° 04′ 11″ ouest | 1975      | Théâtre Faenza                                                                                       |
|               | Théâtre d'enfants du parc national Olaya Herrera                                                                                         | Bogota                                                                                   | Parc national | 4° 37′ 21″ nord, 74° 03′ 50″ ouest | 1995      | Théâtre d'enfants du parc national Olaya Herrera                                                     |
|               | Templete del Libertador | Bogota                                                                                   | Parc de Los Periodistas Avenida Jiménez Carrera 3 | 4° 36′ 04″ nord, 74° 04′ 09″ ouest | 1975      | Templete del Libertador                                                                              |
|               | Temple Doctrinero de San Bernardino de Bosa                                                                                              | Bogota                                                                                   | Carrera 80H 61-20 Sur | à géolocaliser                     | 2004      | Temple Doctrinero de San Bernardino de Bosa                                                          |
|               | Temple presbytérien Príncipe de Paz | Bogota                                                                                   | Calle 24 5-39/43/53 | 4° 36′ 33″ nord, 74° 04′ 07″ ouest | 2006      | Temple presbytérien Príncipe de Paz                                                                  |
|               | Tombe de Francisco de Paula Santander | Bogota                                                                                   | Cimetière central Camellón Circular Eje transversal | à géolocaliser                     | 2005      | Tombe de Francisco de Paula Santander                                                                |
|               | 1 œuvre, Santa Ana y la Virgen Niña, de María Consuelo Rodríguez Guzmán                                                                  | Bogota                                                                                   | | à géolocaliser                     | 2004      | Image manquante Téléverser                                                                           |
|               | Auditorium León de Greiff (es) | Bogota                                                                                   | Université nationale | 4° 38′ 08″ nord, 74° 04′ 56″ ouest | 1996      | Auditorium León de Greiff (es)                                                                       |
|               | Maisons des professeurs | Bogota                                                                                   | Université nationale | à géolocaliser                     | 1996      | Maisons des professeurs                                                                              |
|               | Maison de la presse Musée d'architecture Leopoldo Rother                                                                                 | Bogota                                                                                   | Université nationale | 4° 38′ 02″ nord, 74° 04′ 59″ ouest | 1996      | Maison de la presseMusée d'architecture Leopoldo Rother                                              |
|               | École vétérinaire | Bogota                                                                                   | Université nationale | à géolocaliser                     | 1996      | École vétérinaire                                                                                    |
|               | Stade Alfonso López et institut d'éducation physique                                                                                     | Bogota                                                                                   | Université nationale | 4° 38′ 25″ nord, 74° 05′ 11″ ouest | 1996      | Stade Alfonso López et institut d'éducation physique                                                 |
|               | Faculté d'architecture | Bogota                                                                                   | Université nationale | 4° 38′ 12″ nord, 74° 04′ 54″ ouest | 1996      | Faculté d'architecture                                                                               |
|               | Faculté de droit | Bogota                                                                                   | Université nationale | 4° 38′ 07″ nord, 74° 05′ 02″ ouest | 1996      | Faculté de droit                                                                                     |
|               | Faculté d'économie | Bogota                                                                                   | Université nationale | 4° 38′ 14″ nord, 74° 04′ 51″ ouest | 1996      | Faculté d'économie                                                                                   |
|               | Faculté d'ingénierie | Bogota                                                                                   | Université nationale | 4° 38′ 14″ nord, 74° 04′ 58″ ouest | 1996      | Faculté d'ingénierie                                                                                 |
|               | Faculté de sociologie | Bogota                                                                                   | Université nationale | à géolocaliser                     | 1996      | Faculté de sociologie                                                                                |
|               | Institut botanique | Bogota                                                                                   | Université nationale | 4° 38′ 31″ nord, 74° 04′ 55″ ouest | 1996      | Institut botanique                                                                                   |
|               | Laboratoire de test des matériaux | Bogota                                                                                   | Université nationale | à géolocaliser                     | 1996      | Laboratoire de test des matériaux                                                                    |
|               | Laboratoire des mines et du pétrole Laboratoire chimique national                                                                        | Bogota                                                                                   | Université nationale | 4° 38′ 22″ nord, 74° 04′ 51″ ouest | 1996      | Laboratoire des mines et du pétroleLaboratoire chimique national                                     |
|               | Porterías sobre calles 45 y 26 | Bogota                                                                                   | Université nationale | 4° 38′ 05″ nord, 74° 04′ 47″ ouest | 1996      | Porterías sobre calles 45 y 26                                                                       |
|               | Immeuble des postgrados de sciences humaines                                                                                             | Bogota                                                                                   | Université nationale | 4° 38′ 02″ nord, 74° 05′ 11″ ouest | 2007      | Immeuble des postgrados de sciences humaines                                                         |
|               | 24 œuvres d'art appartenant à la Banque centrale Hypothécaire                                                                            | Bogota                                                                                   | | à géolocaliser                     | 2000      | Image manquante Téléverser                                                                           |
|               | 22 œuvres d'art et 36 billets de la collection numismatique de la Banque d'État                                                          | Bogota                                                                                   | | à géolocaliser                     | 2001      | Image manquante Téléverser                                                                           |
|               | 12 œuvres d'art de différents auteurs appartenant à la Banque d'État                                                                     | Bogota                                                                                   | | à géolocaliser                     | 2006      | Image manquante Téléverser                                                                           |